# Känn ingen sorg för mig Göteborg
Känn ingen sorg för mig Göteborg är debutalbumet av den svenske popartisten Håkan Hellström, utgivet den 13 oktober 2000 på Virgin Records. Albumet nådde första plats i Sverige och hade den 28 juni 2001 uppnått svensk platinacertifiering för 40 000 sålda exemplar. På albumet återfinns singlarna "Känn ingen sorg för mig Göteborg", "Ramlar", "En vän med en bil" och "Nu kan du få mig så lätt".
Albumet producerades av Håkan Hellström tillsammans med Mattias Glavå som även har arbetat med Hellströms forna band Broder Daniel.
Albumet vann Rockbjörnen 2000 i kategorin "Årets svenska skiva". Det nominerades även till sex Grammis år 2001. Skivan rankades av Sonic Magazine i juni 2013 som det näst bästa svenska albumet någonsin.

## Musikstil och influenser
Om albumet skrev Anders Kaasen på Allmusic: "Liksom många andra stora artister före honom tycks han kunna skriva upbeat-melodiska låtar som samtidigt behandlar ämnen som är sorgsna och melankoliska". Till låtskrivandet har Hellström influerats mycket av Morrissey och The Smiths, vilket dock inte hörs i den musikala biten, som istället domineras av rena, diskret distade gitarrer, bakgrundssång i falsett och saxofon-arrangemang. Många låtar är dock väldigt inspirerade av andra låtar, något man kan höra i till exempel "Nu kan du få mig så lätt" som melodiskt påminner om Eagles "Desperado". Även om flera av låtarna är upplyftande och handlar om fest och kärlek vill inte Hellström själv beskriva albumet som en partyplatta, snarare känslan man har dagen efter när man undrar vart livet är på väg.

## Låtlista
| Nr  | Titel                                 | Text            | Musik                                                    | Längd |
| --- | ------------------------------------- | --------------- | -------------------------------------------------------- | ----- |
| 1.  | Känn ingen sorg för mig Göteborg      | Håkan Hellström | Hellström                                                | 3:48  |
| 2.  | En vän med en bil                     | Hellström       | Hellström                                                | 3:40  |
| 3.  | Ramlar                                | Hellström       | Hellström                                                | 3:16  |
| 4.  | Nu kan du få mig så lätt              | Hellström       | Hellström                                                | 4:27  |
| 5.  | Vi två, 17 år                         | Hellström       | Hellström                                                | 3:55  |
| 6.  | Uppsnärjd i det blå                   | Hellström       | Hellström, Johan Neckvall, Daniel Gilbert, Timo Räisänen | 3:45  |
| 7.  | Jag var bara inte gjord för dessa dar | Hellström       | Hellström                                                | 4:23  |
| 8.  | Magiskt, men tragiskt                 | Hellström       | Paul Källman                                             | 3:28  |
| 9.  | Atombomb                              | Hellström       | Hellström                                                | 4:30  |
| 10. | Dom dimmiga dagarna                   | Hellström       | Theodor Jensen                                           | 3:11  |

## Fakta om låtarna

### Känn ingen sorg för mig Göteborg
Släppt som den första singeln från albumet den 8 maj 2000. Nådde som högst plats 29 på den svenska singellistan.

### En vän med en bil
Släppt som den tredje singeln från albumet den 19 februari 2001 med b-sidan "Här kommer lyckan för hundar som oss". Nådde som högst plats 27 på den svenska singellistan. Är även med som soundtrack till filmen Festival.

### Ramlar
Släppt som den andra singeln från albumet den 9 oktober 2000. Nådde som högst plats 48 på den svenska singellistan.

### Nu kan du få mig så lätt
Släppt som den fjärde och sista singeln från albumet den 18 juni 2001. Nådde som högst plats 54 på den svenska singellistan.

### Uppsnärjd i det blå
Texten till "Uppsnärjd i det blå" är skriven av Hellström, medan kompmusikerna Johan Neckvall, Daniel Gilbert och Timo Räisinen har skrivit musiken. Fram emot slutet av det föregående spåret, "Vi två, 17 år", hörs en kvinna säga "Men du sover ju, du hör ju inte på", vilket följer med i övergången till denna låt. Kvinnan, som är Hellströms mor, säger meningen ett antal gånger innan låten börjar. Denna fras och framförallt sättet den framförs på är snarlik outrot till The Smiths låt "Rubber Ring" där en kvinnoröst säger "You are sleeping, you do not want to believe". Låtens titel är en rak översättning från Bob Dylan's "Tangled Up In Blue".

### Jag var bara inte gjord för dessa dar
Låtens titel är en fri översättning av Beach Boys-låten "I Just Wasn't Made for These Times" från albumet "Pet Sounds" som släpptes 1966.
Hellström har också, mer eller mindre fritt, översatt en textrad från den brittiske glamrockaren Marc Bolan som under sitt alias T-Rex 1971 släppte albumet Electric Warrior. Albumets andra spår heter "Cosmic Dancer" och inleds med strofen:
"I was dancing when I was twelwe."
Hellström inleder i sin tur andra versen av sin låt med raden:
"Och jag dansade när jag var tolv."
Morrissey (se mer nedan, under Atombomb) släppte 1991 en liveversion av "Cosmic Dancer" som singel-b-sida, och gav år 1998 ut en annan liveversion på en samlingsplatta.

### Atombomb
Detta är ännu ett spår av många där Hellströms beundran av den brittiske poplegendaren Morrissey visar sig. Till att börja med inleder Hellström sitt alster med att mässa:
Kom / Kom atombomb.
På spåret "Everyday is like Sunday", som finns tillgängligt på albumet Viva Hate från 1988, sjunger Morrissey:
Come / Come / Come - Nuclear bomb
Morrissey var tidigare under sin karriär medlem i popgruppen The Smiths. Från deras singel "William, it was Really Nothing" från 1984 har Hellström återigen låtit sig inspireras.[källa behövs] Hellström sjunger i början av sin "Atombomb":
Dom har gått för att leva sina liv / Och Gud vet att jag måste leva mitt.
Detta kan jämföras med den nämnda The Smiths-låten där Morrissey sjunger:
And everybody's got to live their lives / And God knows I've got to live mine.

### Dom dimmiga dagarna
Detta är en låt som Hellström skrev tillsammans med sin gamla kollega från Broder Daniel: Theodor Jensen. Jensen använde sig också av låten när hans nya band The Plan släppte sitt debutalbum 2001. I The Plans tappning har spåret dock fått ett engelskt namn, "Foggy Days".

## Medverkande
Musiker
- Håkan Hellström – sång
- Daniel "Hurricane" Gilbert – gitarr, bakgrundssång
- Timo Räisänen – gitarr, bakgrundssång
- Oscar Wallblom – bas
- Fredrik Sandsten – trummor
- Johan Neckvall – trummor
- Stefan Sporsén – blåsinstrument
- Jonas Kernell – piano
- Salome Kent – körsång
- Melisha Linnell – körsång

Produktion
- Producerad av Håkan Hellström och Mattias Glavå
- Inspelad av Johan Forsman ("Vi två, 17 år") och Mattias Glavå (spår: 1 till 4, 6 till 10)
- Göran Finnberg – mastering
- Johannes Berner – fotografi
- Nathalie Barusta – skivomslag

Information från Discogs.

## Listplaceringar
| Lista (2000–01)             | Högsta position |
| --------------------------- | --------------- |
| Norge (VG-lista)            | 21              |
| Sverige (Sverigetopplistan) | 1               |

### Fotnoter
1. 1 2 3  Kaasen, Anders. Recension av albumet. Allmusic. Hämtad 2010-06-25.
2. ↑  Enligt sökning på sverigetopplistan.se Arkiverad 21 maj 2013 hämtat från the Wayback Machine.. Sverigetopplistan. Läst 23 april 2012.
3. ↑  ”Aftonbladet”. 25 februari 2006. http://www.aftonbladet.se/nojesbladet/musik/rockbjornen/article12332776.ab. Läst 2 maj 2011.
4. ↑  Sonic #69, sommaren 2013
5. ↑  Engström, Håkan (22 april 2008). ”Håkan Hellström bara helt okej”. Sydsvenskan. Sydsvenska Dagbladets AB. Arkiverad från originalet den 22 december 2015. https://web.archive.org/web/20151222102737/http://www.sydsvenskan.se/kultur--nojen/hakan-hellstrom-bara-helt-okej/. Läst 11 december 2015.
6. ↑  "Minnen med: Håkan Hellström". Intervju med PSL. Hämtad 2010-06-25.
7. ↑  ”500 Greatest Albums of All Time”. Rolling Stone. Arkiverad från originalet den 2 februari 2018. https://web.archive.org/web/20180202012317/https://www.rollingstone.com/music/lists/500-greatest-albums-of-all-time-20120531/t-rex-electric-warrior-20120524. Läst 1 februari 2018.
8. ↑  "Håkan Hellström – Känn Ingen Sorg För Mig Göteborg". Discogs. Läst 12 februari 2015.
9. ↑  "Norwegiancharts.com - Discography Håkan Hellström. Läst 12 februari 2015.
10. ↑  "Swedishcharts.com - Discography Håkan Hellström. Läst 12 februari 2015.

### Webbkällor
- Info om albumet på Discogs